# Мохаммад Каземі
Мохаммад Каземі (перс. محمد کاظمی‎; 11 липня 1961 — 15 червня 2025) — іранський офіцер розвідки та бригадний генерал Корпусу вартових Ісламської революції (КВІР). Він обіймав посаду командувача розвідувальної організації КВІР з 2022 року до своєї смерті у 2025 році, коли загинув під час ізраїльських ударів по Ірану в червні 2025 року.

## Кар'єра
Каземі обіймав посаду керівника Організації захисту розвідки Корпусу вартових ісламської революції (КВІР), контррозвідувального агентства, щонайменше з 2013 року.
Його призначили начальником розвідки в червні 2022 року — замінив Хоссейна Таеба. Мав звання — бригадний генерал.
Згідно з базою даних Spreading Justice, як керівник розвідки Каземі був «безпосередньо відповідальним за порушення прав людини щодо всіх громадян Ірану різних етнічних груп, релігій, орієнтацій, професій та політичних поглядів».
Каземі був застосований до санкцій Великої Британії в жовтні 2024 року разом з іншими діячами іранського уряду.